# Livländska höglandet
Livländska höglandet (lettiska: Vidzemes Augstiene eller Vidzemes Centrālā Augstiene) är ett högland i Vidzeme i Lettland. Det ligger cirka 100 km öster om Riga. Högsta punkten är Gaiziņkalns, 311 meter över havet. Höglandet utgör vattendelare mellan avrinningsområdena för floderna Daugava i söder och Gauja i norr. 
Årsmedeltemperaturen i trakten är 2 °C. Den varmaste månaden är juli, då medeltemperaturen är 17 °C, och den kallaste är januari, med −14 °C.